# Liste der Kulturdenkmäler in Welgesheim
In der Liste der Kulturdenkmäler in Welgesheim sind alle Kulturdenkmäler der rheinland-pfälzischen Ortsgemeinde Welgesheim aufgeführt. Grundlage ist die Denkmalliste des Landes Rheinland-Pfalz (Stand: 3. April 2024).

## Einzeldenkmäler
| Bezeichnung                          | Lage                           | Baujahr                               | Beschreibung | Bild                           |
| ------------------------------------ | ------------------------------ | ------------------------------------- | --- | ------------------------------ |
| Wegekapelle                          | Backhausstraße, bei Nr. 1 Lage | 1910                                  | neugotischer Klinkerbau, Treppengiebel, bezeichnet 1910 | BW                             |
| Wohnhaus                             | Bergstraße 3 Lage              | 1892                                  | Neurenaissance-Klinkerbau, Walmdach, bezeichnet 1892, Architekt Johann Weis, Wöllstein                                                                                                  | Fotos hochladen                |
| Hofanlage                            | Bergstraße 7 Lage              | spätes 18. und frühes 19. Jahrhundert | Dreiseithof, spätes 18. und frühes 19. Jahrhundert; spätbarockes Fachwerkhaus, verputzt, bezeichnet 1791, Wirtschaftsgebäude, teilweise Fachwerk, bezeichnet 1784, 1816, 1839           | BW                             |
| Evangelische Kirche                  | Kirchstraße 2 Lage             | 1818/19                               | Saalbau, 1818/19, historisierender Westturm 1846; ortsbildprägend mit katholischer Kirche                                                                                               | weitere Bilder Fotos hochladen |
| Katholische Kirche zu Allen Heiligen | Kirchstraße 4 Lage             | 1784                                  | Saalbau, im Kern von 1784, Erweiterung 1848, neugotische Überformung 1879, Architekt Jakob Röder, Frankfurt am Main, Fassadenflankenturm 1925; ortsbildprägend mit evangelischer Kirche | Fotos hochladen                |
| Kriegerdenkmal                       | Kreuzstraße Lage               | 1921                                  | Kriegerdenkmal 1914/18, neubarocke Kreuzigungsgruppe, bezeichnet [19]21 | Fotos hochladen                |
| Wegekapelle                          | Kreuzstraße, bei Nr. 16 Lage   | 1925                                  | neugotischer Klinkerbau, Treppengiebel, bezeichnet 1925 | BW                             |
| Dorfmühle                            | Mühlgasse 4 Lage               | 1833                                  | Krüppelwalmdachbau, teilweise Fachwerk, verputzt, bezeichnet 1833, im Kern aus dem 18. Jahrhundert                                                                                      | BW                             |
| Hofanlage                            | Webergasse 4 Lage              | erste Hälfte des 19. Jahrhunderts     | Dreiseithof, erste Hälfte des 19. Jahrhunderts; Wohnhaus, teilweise Fachwerk, verputzt, bezeichnet 1825, Unterstallhaus bezeichnet 1822                                                 | BW                             |